# Praia do Itararé
A Praia do Itararé é uma praia localizada na cidade de São Vicente no litoral sul de São Paulo banhada pelas águas da Baía de Santos com 2,5 km de extensão só na parte Vicentina e 2,9 km em sua totalidade que vai da Ilha Porchat até o Canal 1, já rompendo a divisa com a cidade vizinha ao Leste, Santos.
Em sua chamativa e longa faixa de areia, a distância percorrida para chegar as águas pode chegar a mais de 150m em linha reta desde a orla, essa medida pode variar de acordo com a maré e época do ano

### Atrações turísticas
Entre as belezas naturais do lugar além da própria praia, também são destaques em Itararé o famoso Teleférico de São Vicente, ligando Itararé ao topo do Morro do Voturuá, que é dividido entre turistas e os praticantes de modalidades de voo livre que chegam ao local pela outra face do morro antes de planarem sobre a praia com seus parapentes e asas deltas .

### Estrutura
A praia ainda conta com a sua ciclovia própria, estacionamento, campos de futebol e uma serie de quiosques e faixas gramadas arborizadas, além do campo de pouso dos paragliders e asas deltas localizado entre alguns quiosques e a praia. Tudo isso patrulhado com vários homens e mulheres da Polícia Militar garantindo a segurança do local e seus frequentadores 24h 

### Pontos turísticos
Duas atrações turísticas a parte ganham destaque que saltam-se os olhos no local, a Pedra da Feiticeira com suas lendas de centenas de anos e a inabitada Ilha de Urubuqueçaba, localizada a apenas alguns metros a frente da praia do Itararé 

### Vista
A praia pode ser vista em sua totalidade no mirante existente no Monumento Niemeyer junto a toda Baía de Santos localizada no topo da Ilha Porchat 